# Dinosaur (álbum de Theory of a Deadman)
Dinosaur es el octavo álbum de la banda canadiense de post-grunge Theory of a Deadman, donde fue lanzado al mercado el 17 de marzo de 2023 mediante del sello discográfico Atlantic Records y Roadrunner Records. La banda continuó su colaboración con el productor musical sueco Martin Terefe, quien trabajó con ellos en sus álbumes anteriores Wake Up Call (2017) y Say Nothing (2020).
Este disco marca un retorno de la banda a sus orígenes cercanos a hard rock y post-grunge.

## Lista de canciones
| N.º | Título               | Duración |  |
| 1.  | «Dinosaur»           | 3:48     |  |
| 2.  | «Medusa (Stone)»     | 3:40     |  |
| 3.  | «Sick»               | 3:22     |  |
| 4.  | «Two Of Us (Stuck)»  | 3:32     |  |
| 5.  | «Ambulance»          | 3:28     |  |
| 6.  | «Sideways»           | 3:29     |  |
| 7.  | «Get In Line»        | 3:18     |  |
| 8.  | «Head In The Clouds» | 3:30     |  |
| 9.  | «Hearts Too Wild»    | 3:35     |  |
| 10. | «Summer Song»        | 2:33     |  |

## Posicionamiento en lista
| Lista (2023)                     | Posición |
| -------------------------------- | -------- |
| Escocia (Scottish Albums Chart)  | 49       |
| Reino Unido (UK Album Downloads) | 29       |

## Personal
Theory of a Deadman
- Tyler Connolly – Voz principal, guitarra, piano
- Dave Brenner – Guitarra
- Dean Back – Bajo
- Joey Dandeneau – Batería

Producción
- Martin Terefe – Productor